# ایزولاسیون توپوگرافی

ایزولاسیون و برجستگی توپوگرافی

ایزولاسیون توپوگرافی یک قله، حداقل فاصلهٔ قله تا نقطه‌ای با ارتفاع برابر است که نشان دهندهٔ شعاع تسلطی است که در آن، قله بالاترین نقطه است. ایزولاسیون توپوگرافی برای تپه‌ها و جزیره‌های کوچک و همچنین قله‌های مهم کوهستانی و حتی قله‌های زیر دریایی قابل محاسبه است.

## جدول ایزولاسیون
جدول زیر ۴۰ قله در زمین را که بیشترین ایزولاسیون توپوگرافی را دارند نشان می‌دهد.
| رتبه | قله                | خشکسار                     | کشور                                  | ارتفاع              | برجستگی             | ایزولاسیون               | نزدیک‌ترین همسایه بلند                           |
| ---- | ------------------ | -------------------------- | ------------------------------------- | ------------------- | ------------------- | ------------------------ | ----------------------------------------------- |
| ۱    | کوه اورست          | اوراسیا                    | نپال · چین                            | ۸٬۸۴۸ متر ۲۹۰۲۹ فوت | ۸٬۸۴۸ متر ۲۹۰۲۹ فوت | n/a                      | n/a                                             |
| ۲    | آکونکاگوا          | آمریکای جنوبی              | آرژانتین (مندوسا)                     | ۶٬۹۶۲ متر ۲۲۸۴۱ فوت | ۶٬۹۶۲ متر ۲۲۸۴۱ فوت | ۱۶۵۲۰ کیلومتر ۱۰۲۶۵ مایل | ترچ میر (خیبر پختونخوا، پاکستان)                |
| ۳    | دنالی              | آمریکای شمالی              | ایالات متحده آمریکا (آلاسکا)          | ۶٬۱۹۴ متر ۲۰۳۲۰ فوت | ۶٬۱۴۹ متر ۲۰۱۷۴ فوت | ۷۴۵۰ کیلومتر ۴۶۲۹ مایل   | Yanamax (سین‌کیانگ، چین)                         |
| ۴    | کلیمانجارو         | آفریقا                     | تانزانیا                              | ۵٬۸۹۵ متر ۱۹۳۴۱ فوت | ۵٬۸۸۵ متر ۱۹۳۰۸ فوت | ۵۵۱۰ کیلومتر ۳۴۲۴ مایل   | ترچ میر (خیبر پختونخوا، پاکستان)                |
| ۵    | پونچاک جایا        | گینه نو                    | اندونزی (پاوآ)                        | ۴٬۸۸۴ متر ۱۶۰۲۴ فوت | ۴٬۸۸۴ متر ۱۶۰۲۴ فوت | ۵۲۶۲ کیلومتر ۳۲۶۹ مایل   | رشته‌کوه‌های یولونج (یون‌نان، چین)                 |
| ۶    | توده‌کوه وینسون     | جنوبگان                    | جنوبگان                               | ۴٬۸۹۲ متر ۱۶۰۵۰ فوت | ۴٬۸۹۲ متر ۱۶۰۵۰ فوت | ۴۸۶۱ کیلومتر ۳۰۲۰ مایل   | Risco Plateado (مندوسا، آرژانتین)               |
| ۷    | کوه اوروهِنا        | تاهیتی                     | پلی‌نزی فرانسه                         | ۲٬۲۴۱ متر ۷۳۵۲ فوت  | ۲٬۲۴۱ متر ۷۳۵۲ فوت  | ۴۱۲۸ کیلومتر ۲۵۶۵ مایل   | کوه نائاراهو (نیوزیلند)                         |
| 8    | مائونا کیا         | Hawai'i                    | ایالات متحده آمریکا (Hawai'i)         | ۴٬۲۰۵ متر ۱۳۷۹۶ فوت | ۴٬۲۰۵ متر ۱۳۷۹۶ فوت | ۳۹۴۷ کیلومتر ۲۴۵۳ مایل   | کوه شاستا (کالیفرنیا، ایالات متحده آمریکا)      |
| 9    | گونبیورن           | گرینلند                    | گرینلند                               | ۳٬۶۹۴ متر ۱۲۱۱۹ فوت | ۳٬۶۹۴ متر ۱۲۱۱۹ فوت | ۳۲۵۴ کیلومتر ۲۰۲۲ مایل   | ایگر (کانتون برن، سوئیس)                        |
| 10   | کوه کوک            | جزیره جنوبی                | نیوزیلند                              | ۳٬۷۵۴ متر ۱۲۳۱۶ فوت | ۳٬۷۵۴ متر ۱۲۳۱۶ فوت | ۳۱۴۰ کیلومتر ۱۹۵۱ مایل   | Mount Adam (سرزمین ویکتوریا، Antarctica)        |
| 11   | تابانا نتلنیانا    | آفریقا                     | لسوتو                                 | ۳٬۴۸۲ متر ۱۱۴۲۴ فوت | ۲٬۳۹۰ متر ۷۸۴۱ فوت  | ۳۰۰۳ کیلومتر ۱۸۶۶ مایل   | کوه مرو                                         |
| 12   | Maunga Terevaka    | جزیره ایستر                | شیلی                                  | ۵۰۶ متر ۱۶۶۰ فوت    | ۵۰۶ متر ۱۶۶۰ فوت    | ۲۸۳۶ کیلومتر ۱۷۶۲ مایل   | Cerro de Los Inocentes (شیلی)                   |
| 13   | مون بلان           | اوراسیا                    | فرانسه · ایتالیا                      | ۴٬۸۰۹ متر ۱۵۷۷۸ فوت | ۴٬۶۹۶ متر ۱۵۴۰۷ فوت | ۲۸۱۳ کیلومتر ۱۷۴۸ مایل   | Kukurtlu Dome (قره‌چای و چرکس، روسیه)            |
| 14   | Piton des Neiges   | رئونیون                    | فرانسه                                | ۳٬۰۷۱ متر ۱۰۰۷۵ فوت | ۳٬۰۷۱ متر ۱۰۰۷۵ فوت | ۲۷۶۷ کیلومتر ۱۷۲۰ مایل   | Giant's Castle (کوازولو-ناتال، آفریقای جنوبی)   |
| 15   | کلوچفسکایا اسپوکا  | اوراسیا                    | روسیه (شبه‌جزیره کامچاتکا)             | ۴٬۷۵۰ متر ۱۵۵۸۴ فوت | ۴٬۶۴۹ متر ۱۵۲۵۳ فوت | ۲۷۴۸ کیلومتر ۱۷۰۸ مایل   | Mount Foraker (آلاسکا، ایالات متحده آمریکا)     |
| 16   | اوریزابا           | آمریکای شمالی              | مکزیک (پوئبلا)                        | ۵٬۶۳۶ متر ۱۸۴۹۱ فوت | ۴٬۹۲۲ متر ۱۶۱۴۸ فوت | ۲۶۹۰ کیلومتر ۱۶۷۲ مایل   | کریستوبال کولون (ماگدالنا، کلمبیا)              |
| 17   | Queen Mary's Peak  | تریستان دا کونا            | سینت هلینا                            | ۲٬۰۶۰ متر ۶۷۵۹ فوت  | ۲٬۰۶۰ متر ۶۷۵۹ فوت  | ۲۶۶۵ کیلومتر ۱۶۵۶ مایل   | کوه پاجت (جورجیای جنوبی، پادشاهی متحده)         |
| 18   | کوه ویتنی          | آمریکای شمالی              | ایالات متحده آمریکا (کالیفرنیا)       | ۴٬۴۲۱ متر ۱۴۵۰۵ فوت | ۳٬۰۷۲ متر ۱۰۰۸۰ فوت | ۲۶۴۹ کیلومتر ۱۶۴۶ مایل   | نوادو د تلوکا (ایالت مخیکو، مکزیک)              |
| 19   | کوه کینبالو        | بورنئو                     | مالزی (صباح)                          | ۴٬۰۹۵ متر ۱۳۴۳۵ فوت | ۴٬۰۹۵ متر ۱۳۴۳۵ فوت | ۲۵۳۸ کیلومتر ۱۵۷۷ مایل   | نگی پیلیمسیت (پاپوآ، اندونزی)                   |
| 20   | البروس             | اوراسیا                    | روسیه (کاباردینو-بالکاریا)            | ۵٬۶۴۲ متر ۱۸۵۱۰ فوت | ۴٬۷۴۱ متر ۱۵۵۵۴ فوت | ۲۴۷۳ کیلومتر ۱۵۳۶ مایل   | پیک آگازیس (تاجیکستان)                          |
| 21   | Pico da Bandeira   | آمریکای جنوبی              | برزیل (اسپیریتو سانتو)                | ۲٬۸۹۷ متر ۹۵۰۵ فوت  | ۲٬۶۴۷ متر ۸۶۸۴ فوت  | ۲۳۹۳ کیلومتر ۱۴۸۷ مایل   | کوه نارانکوس (بولیوی)                           |
| 22   | کامرون (کوه)       | آفریقا                     | کامرون                                | ۴٬۰۴۰ متر ۱۳۲۵۵ فوت | ۳٬۹۰۱ متر ۱۲۷۹۹ فوت | ۲۳۳۸ کیلومتر ۱۴۵۳ مایل   | میکنو (جمهوری دموکراتیک کنگو)                   |
| 23   | Mount Paget        | South Georgia              | جورجیای جنوبی و جزایر ساندویچ جنوبی   | ۲٬۹۱۵ متر ۹۵۶۴ فوت  | ۲٬۹۱۵ متر ۹۵۶۴ فوت  | ۲۲۶۹ کیلومتر ۱۴۱۰ مایل   | Welch Mountains (Palmer Land, Antarctica)       |
| 24   | سیلیسیلی           | ساوایی                     | ساموآ                                 | ۱٬۸۵۸ متر ۶۰۹۶ فوت  | ۱٬۸۵۸ متر ۶۰۹۶ فوت  | ۲۲۴۵ کیلومتر ۱۳۹۵ مایل   | Tabwemasana (Vanuatu)                           |
| 25   | اوآسکاران          | آمریکای جنوبی              | پرو                                   | ۶٬۷۴۶ متر ۲۲۱۳۳ فوت | ۲٬۷۷۶ متر ۹۱۰۸ فوت  | ۲۱۹۶ کیلومتر ۱۳۶۵ مایل   | Tres Cruces (مرز شیلی و آرژانتین)               |
| 26   | آنامودی            | اوراسیا                    | هند (کرالا)                           | ۲٬۶۹۵ متر ۸۸۴۲ فوت  | ۲٬۴۸۰ متر ۸۱۳۶ فوت  | ۲۱۱۵ کیلومتر ۱۳۱۴ مایل   | ماچوپوچار (نپال)                                |
| 27   | توبقال             | آفریقا                     | مراکش                                 | ۴٬۱۶۷ متر ۱۳۶۷۱ فوت | ۳٬۷۵۵ متر ۱۲۳۲۰ فوت | ۲۰۷۸ کیلومتر ۱۲۹۱ مایل   | قله لوئیجی آمدئو (ایتالیا)                      |
| 28   | کوه فوجی           | هونشو                      | ژاپن (منطقه چوبو)                     | ۳٬۷۷۶ متر ۱۲۳۸۸ فوت | ۳٬۷۷۶ متر ۱۲۳۸۸ فوت | ۲۰۷۷ کیلومتر ۱۲۹۱ مایل   | چای‌کی‌شان (تایوان)                               |
| 29   | ایمی کوسی          | آفریقا                     | چاد                                   | ۳٬۴۴۵ متر ۱۱۳۰۲ فوت | ۲٬۹۳۴ متر ۹۶۲۶ فوت  | ۲۰۰۱ کیلومتر ۱۲۴۳ مایل   | کامرون (کوه) (کامرون)                           |
| 30   | Mawson Peak        | جزیره هرد و جزایر مک‌دونالد | الگو:HMD                              | ۲٬۷۴۵ متر ۹۰۰۶ فوت  | ۲٬۷۴۵ متر ۹۰۰۶ فوت  | ۱۹۲۲ کیلومتر ۱۱۹۴ مایل   | کوه مک مستر (Enderby Land, Antarctica)          |
| 31   | Mount Mitchell     | آمریکای شمالی              | ایالات متحده آمریکا (کارولینای شمالی) | ۲٬۰۳۷ متر ۶۶۸۴ فوت  | ۱٬۸۵۷ متر ۶۰۹۱ فوت  | ۱۹۱۳ کیلومتر ۱۱۸۹ مایل   | Lone Butte (کلرادو، ایالات متحده)               |
| 32   | کوه کرینچی         | سوماترا                    | اندونزی (سوماترای غربی)               | ۳٬۸۰۵ متر ۱۲۴۸۴ فوت | ۳٬۸۰۵ متر ۱۲۴۸۴ فوت | ۱۹۰۵ کیلومتر ۱۱۸۴ مایلk  | کوه کینبالو (Sabah, مالزی)                      |
| 33   | Joe's Hill         | کیریتیماتی                 | کیریباتی                              | ۱۳ متر ۴۳ فوت       | ۱۳ متر ۴۳ فوت       | ۱۹۰۳ کیلومتر ۱۱۸۲ مایل   | ماونا لوا (هاوایی، ایالات متحده)                |
| 34   | Agrihan High Point | آگریهان                    | جزایر ماریانای شمالی                  | ۹۶۵ متر ۳۱۶۶ فوت    | ۹۶۵ متر ۳۱۶۶ فوت    | ۱۹۰۲ کیلومتر ۱۱۸۲ مایل   | کوه آماگی (چوچو، ژاپن)                          |
| 35   | کوه کازیسکو        | استرالیا                   | استرالیا (نیو ساوت ولز)               | ۲٬۲۲۸ متر ۷۳۱۰ فوت  | ۲٬۲۲۸ متر ۷۳۱۰ فوت  | ۱۸۹۵ کیلومتر ۱۱۷۷ مایل   | توتوکو (نیوزیلند)                               |
| ۳۶   | Olavtoppen         | جزیره بووه                 | جزیره بووه                            | ۷۸۰ متر ۲۵۵۹ فوت    | ۷۸۰ متر ۲۵۵۹ فوت    | ۱۸۵۶ کیلومتر ۱۱۵۳ مایل   | قله ادینبورگ (Gough Island, اقیانوس اطلس جنوبی) |
| ۳۷   | Mascarin Peak      | جزایر پرینس ادوارد         | آفریقای جنوبی (جزایر پرینس ادوارد)    | ۱٬۲۳۰ متر ۴۰۳۵ فوت  | ۱٬۲۳۰ متر ۴۰۳۵ فوت  | ۱۸۴۸ کیلومتر ۱۱۴۸ مایل   | Cockscomb (کیپ شرقی، آفریقای جنوبی)             |
| ۳۸   | Green Mountain     | جزیره اسنشن                | سینت هلینا                            | ۸۵۹ متر ۲۸۱۸ فوت    | ۸۵۹ متر ۲۸۱۸ فوت    | ۱۸۴۲ کیلومتر ۱۱۴۵ مایل   | کوه ریچارد-مولارد (مرز ساحل عاج و گینه)         |
| ۳۹   | نارودنایا          | اوراسیا                    | روسیه (خانتی-مانسی)                   | ۱٬۸۹۵ متر ۶۲۱۷ فوت  | ۱٬۷۷۲ متر ۵۸۱۴ فوت  | ۱۸۳۶ کیلومتر ۱۱۴۱ مایل   | Kattotjåkkå (سوئد)                              |
| ۴۰   | Yushan             | تایوان                     | تایوان                                | ۳٬۹۵۲ متر ۱۲۹۶۶ فوت | ۳٬۹۵۲ متر ۱۲۹۶۶ فوت | ۱۸۱۵ کیلومتر ۱۱۲۸ مایل   | Peak 4030 (یون‌نان، چین)                         |

## نمونه‌ها
- نزدیکترین قله به بلندترین کوه آلمان، تسوگ‌اشپیتسه با ارتفاع ۲۹۶۲ متر و کانتور ۲۹۶۲ متری، Zwölferkogel (2،۹۸۸ م) در کوه‌های آلپ استوبای اتریش است. فاصله بین Zugspitze و این کانتور ۲۵٫۸ است کیلومتر بنابراین Zugspitze بالاترین قله برای شعاع ۲۵٫۸ است کیلومتر اطراف بنابراین جداسازی آن ۲۵٫۸ است کیلومتر
- از آنجا که کوه‌های بالاتر از قله اورست وجود ندارد، هیچ انزوای قطعی ندارد. بسیاری از منابع، جداسازی آن را به عنوان محیط زمین بر روی قطبها یا - تردیدآمیز، زیرا هیچ تعریف توافق شده‌ای وجود ندارد - را نیمی از محیط زمین ذکر می‌کنند.
- پس از کوه اورست، آکونگاگوا، بلندترین کوه قاره‌های آمریکا، بیشترین انزوای را در بین کوه‌ها دارد. هنگامی که ارتفاع آن برای اولین بار توسط Tirich Mir در هندوکش بیشتر شود، ۱۶٬۵۳۴ کیلومتر سرزمین بالاتر وجود ندارد.
- مونت بلان بلندترین کوه آلپ است. نزدیکترین کوه‌های بالاتر از نظر جغرافیایی همه در قفقاز است. Kukurtlu Dome [ru] (۴٬۹۷۸ متر) قله مرجع برای Mont Blanc است.
- موسیلا بلندترین قله کوه ریلا، بلغارستان و سیستم کوهستانی شبه جزیره بالکان است. ایستاده در ۲٬۹۲۵ متر (۹،596) ft) چهارمین قله مهم از نظر توپوگرافی در قاره اروپا است.[۱][۲] با برجستگی توپوگرافی ۲۴۷۳ متر، موزالا همچنین ششمین قله بلند برجسته توپوگرافی در سرزمین اصلی اروپا است.[۳]

## نگارخانه

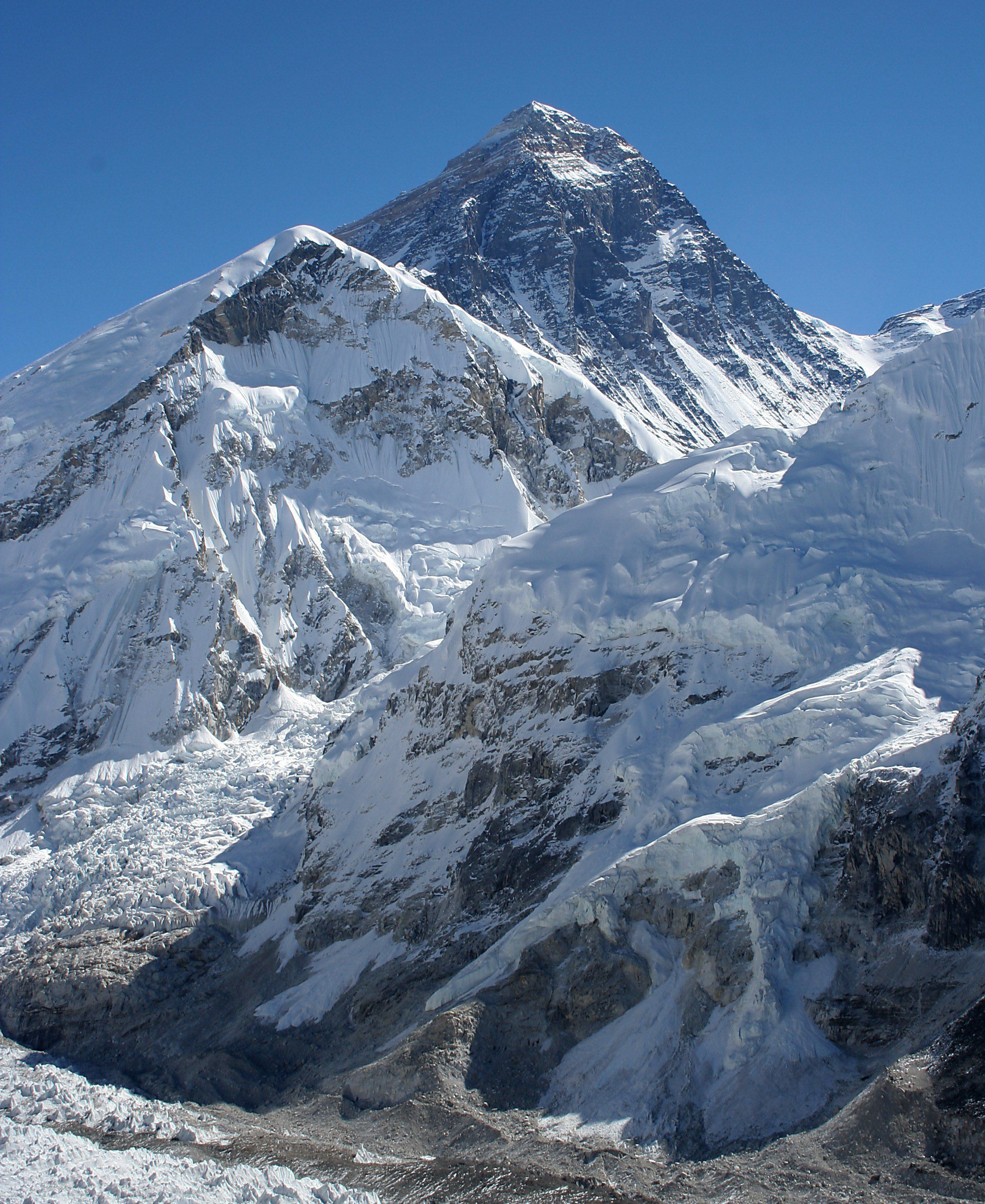
1. کوه اورست بلندترین قله روی زمین است.
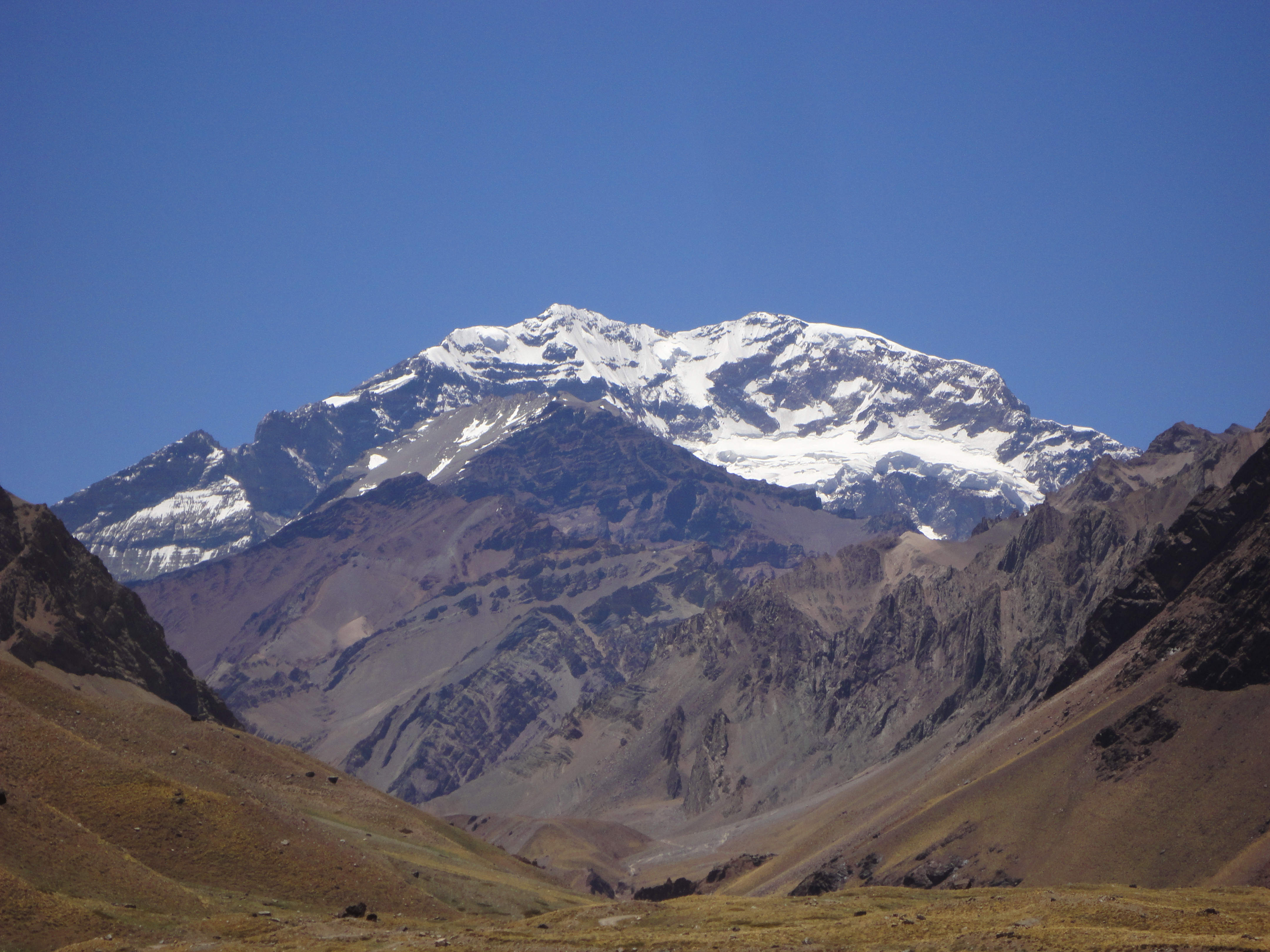
2. آکونکاگوا بلندترین قله در نیم‌کره جنوبی و نیم‌کره غربی است.
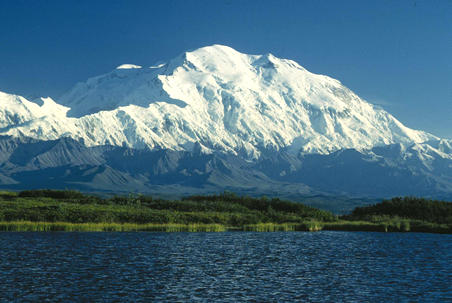
3. دنالی بلندترین قله آمریکای شمالی است.
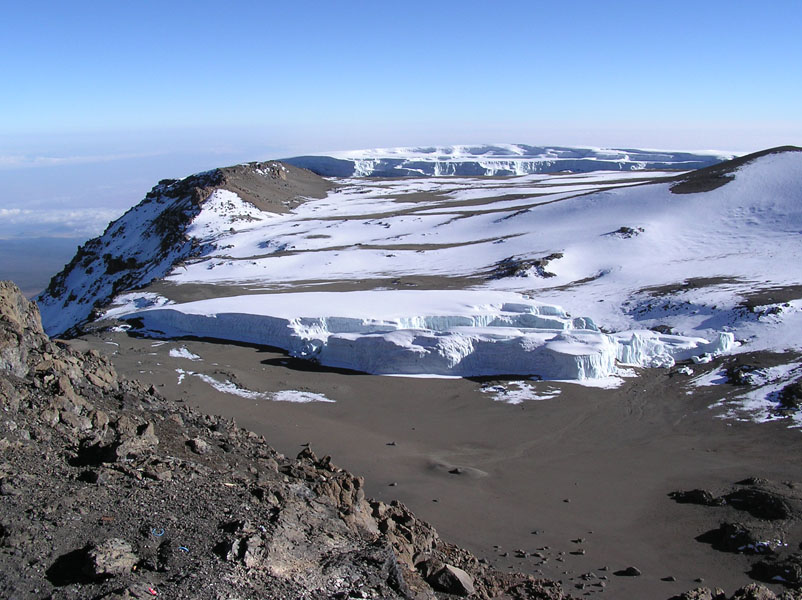
4- کلیمانجارو بلندترین قله آفریقا است.
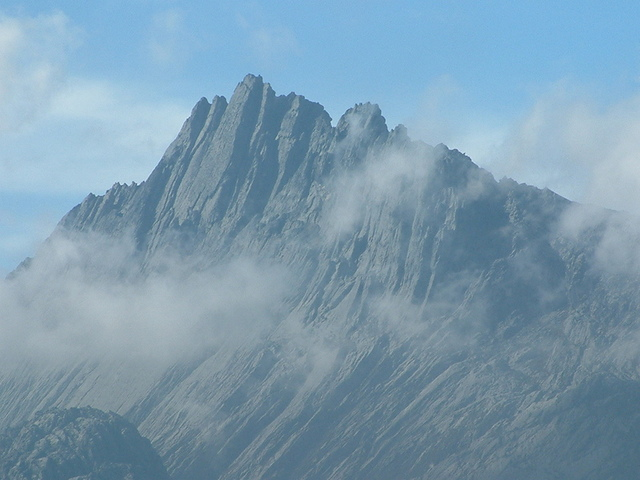
5. پونچاک جایا در گینه نو بلندترین قله در جزیره‌های اقیانوس است.
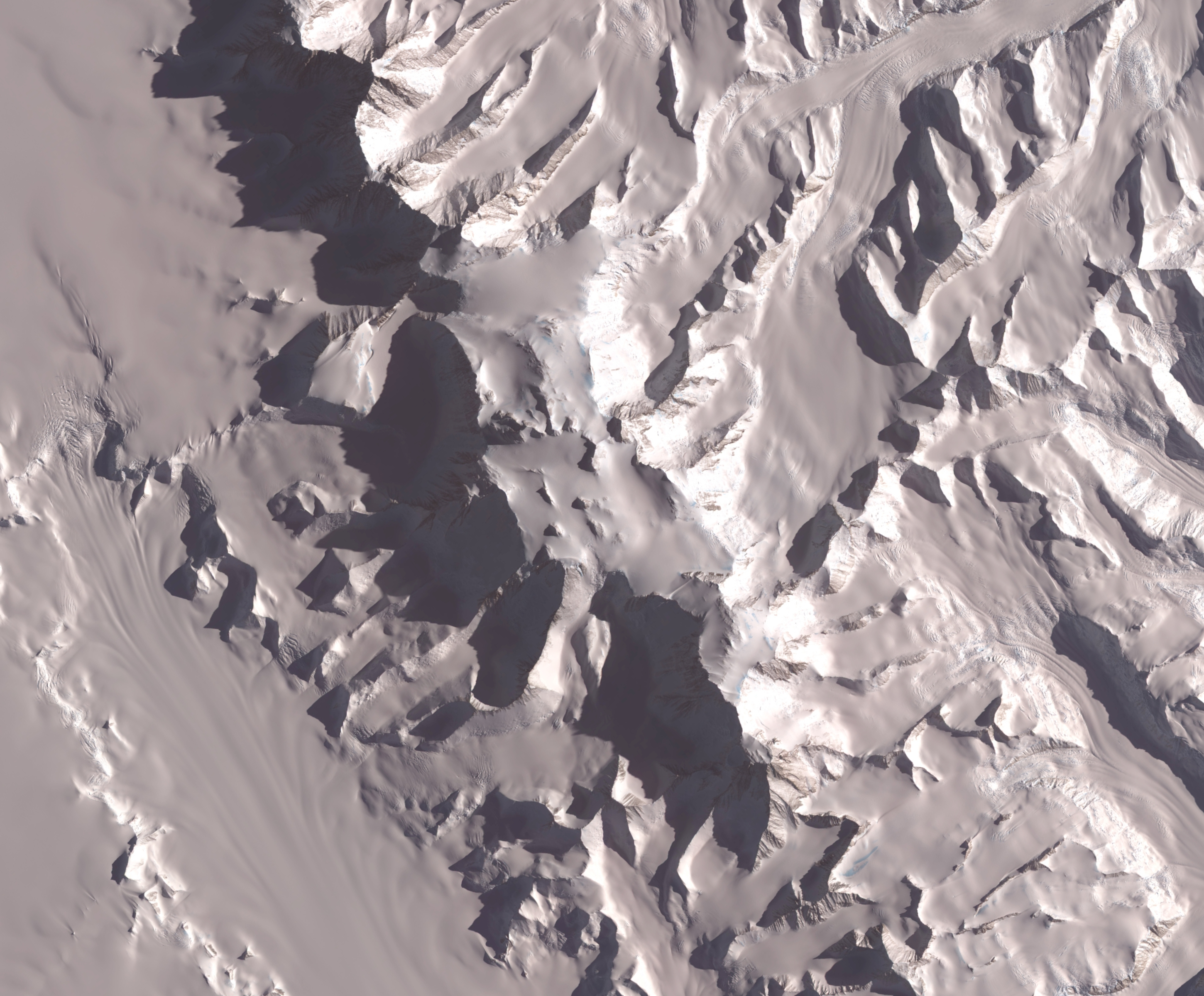
6. توده‌کوه وینسون بلندترین قله جنوبگان است.
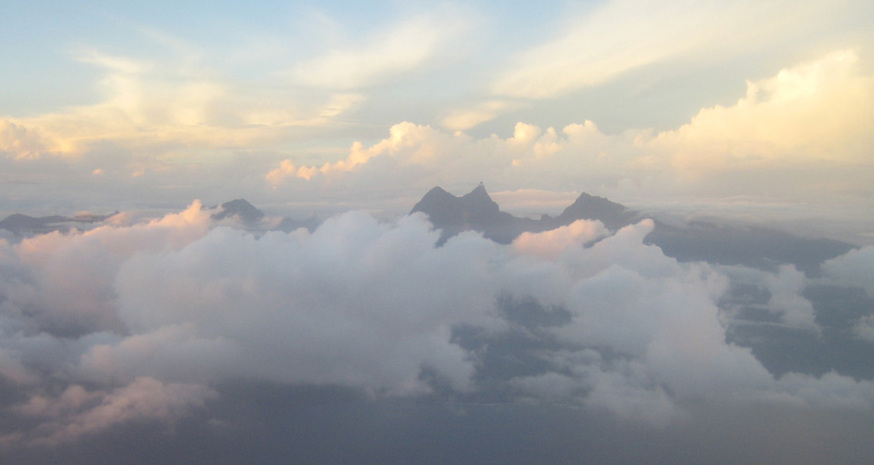
7. کوه اوروتا در تاهیتی بلندترین قله پلی‌نزی فرانسه است.
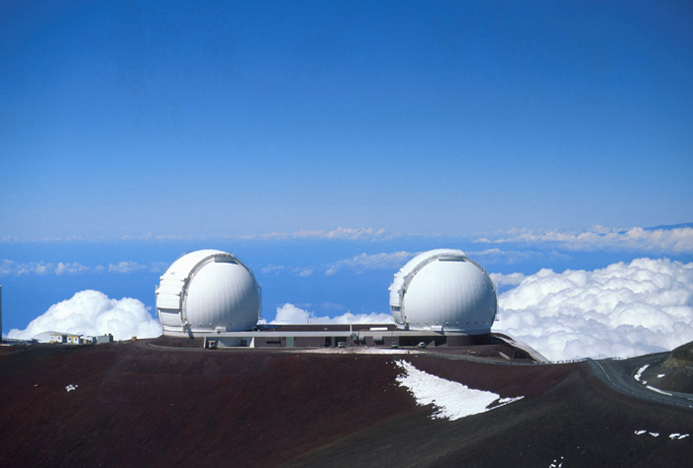
8- مائونا کیا در جزیره هاوایی بلندترین کوه روی زمین از نظر بلندا از کف کوه تا قله کوه است.
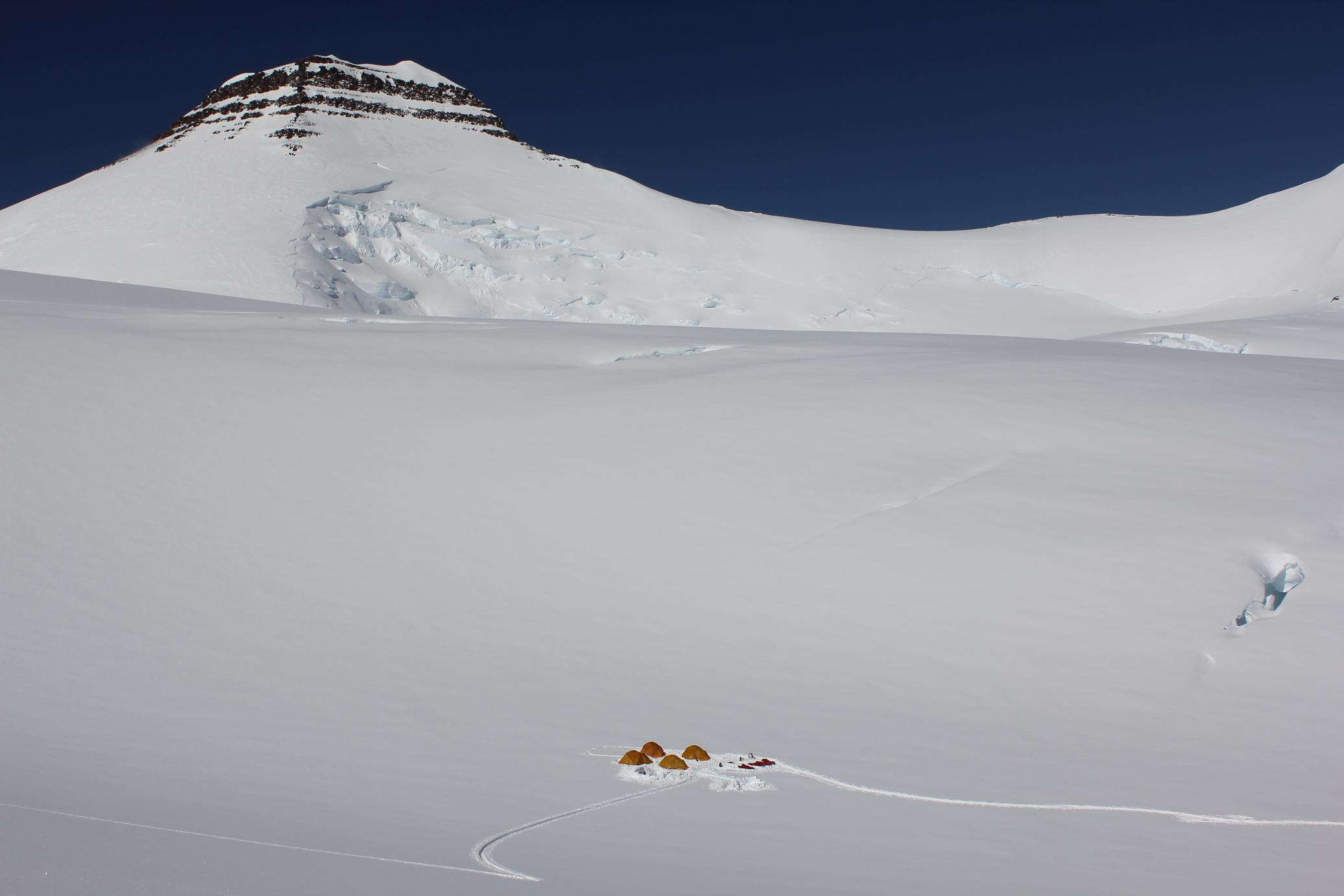
9. گونبیورن در گرینلند بلندترین قله شمالگان است.
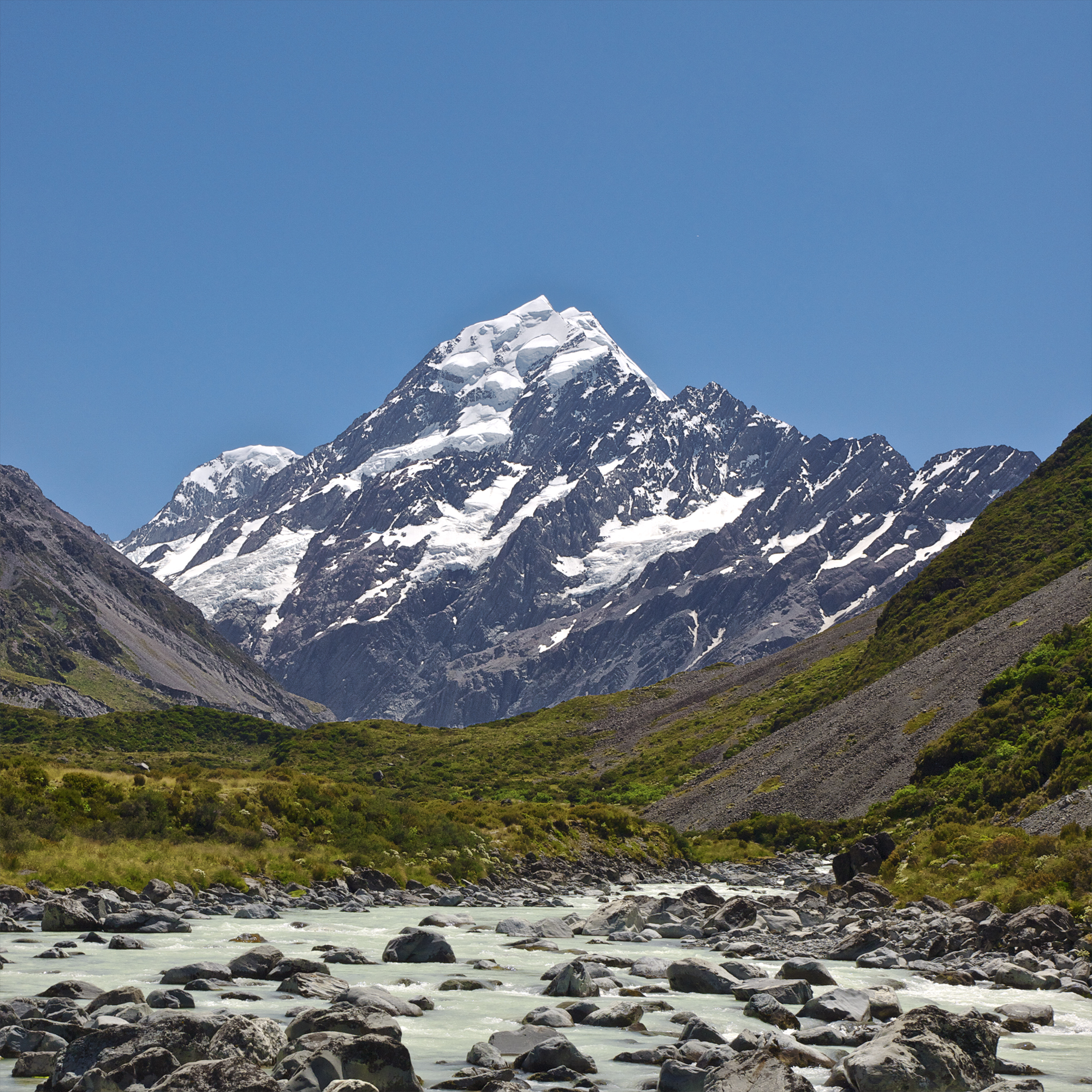
10. کوه کوک در جزیره جنوبی بلندترین قله در نیوزیلند است.
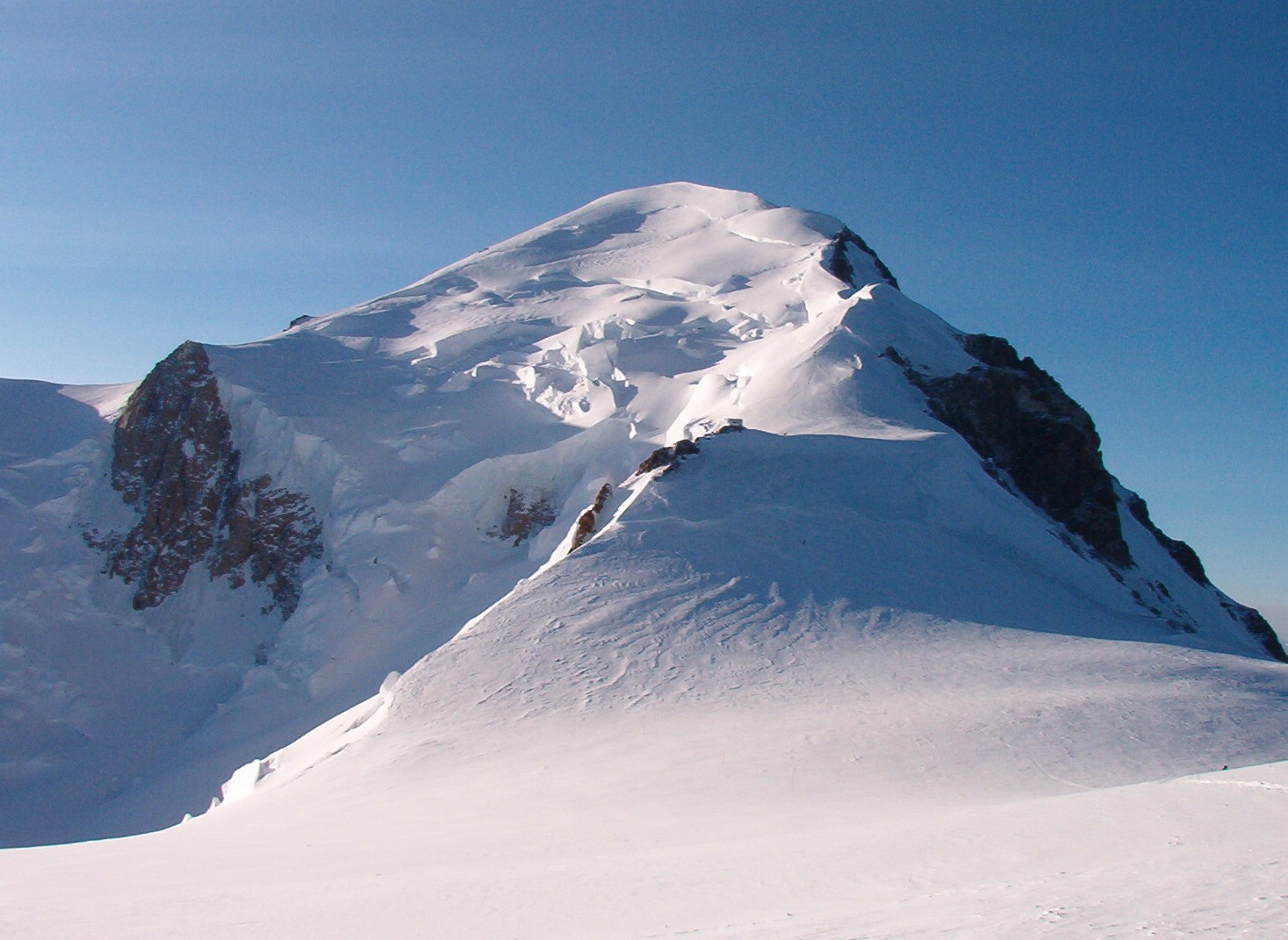
11. مون بلان بلندترین قله غرب اروپا است.
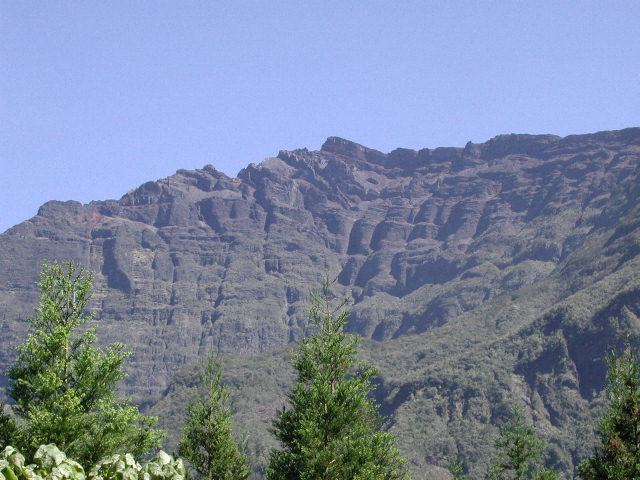
12. Piton des Neiges اوج رئونیون است.
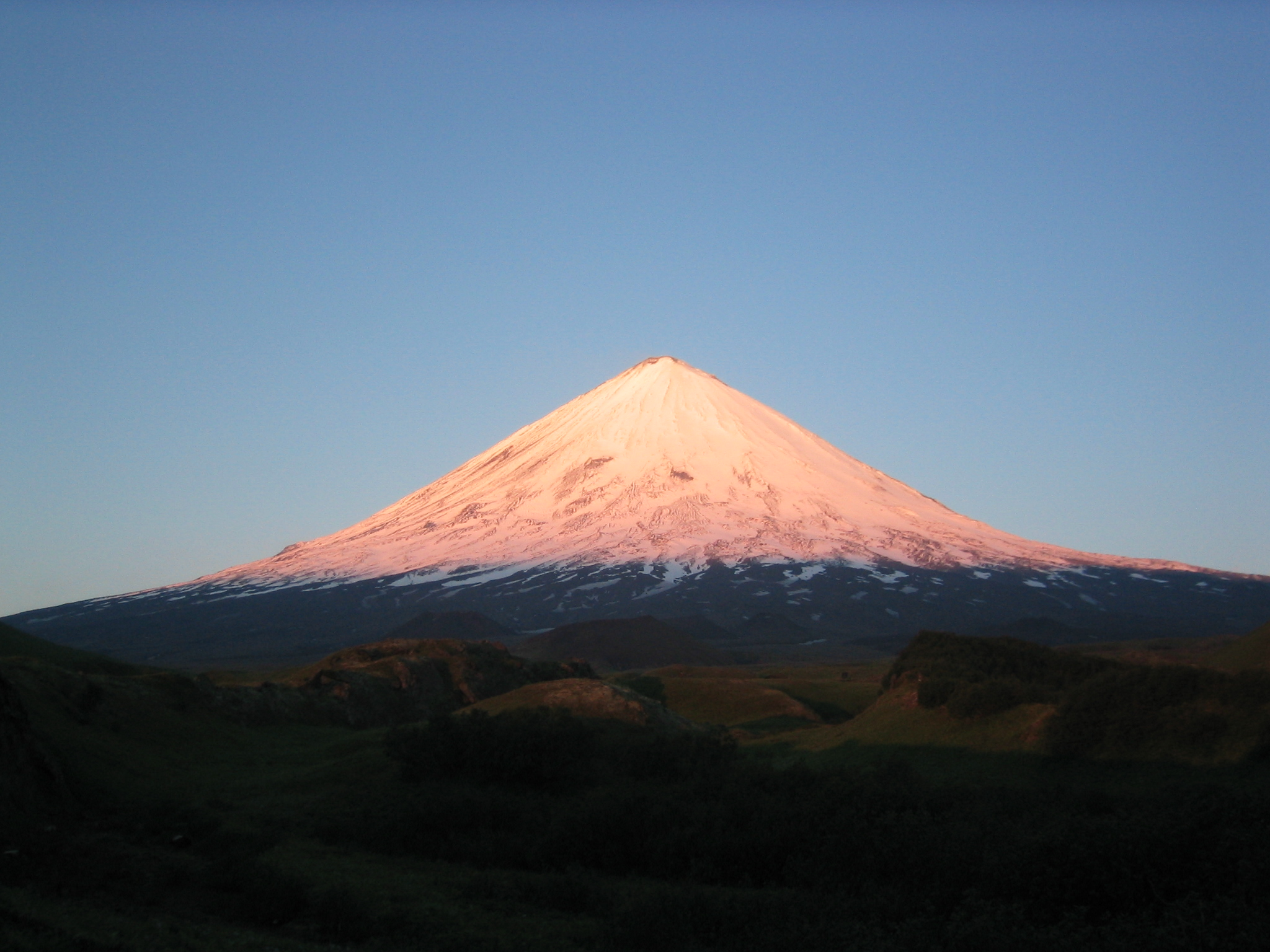
۱۳. کلوچفسکایا اسپوکا بلندترین قله کامچاتکا است.
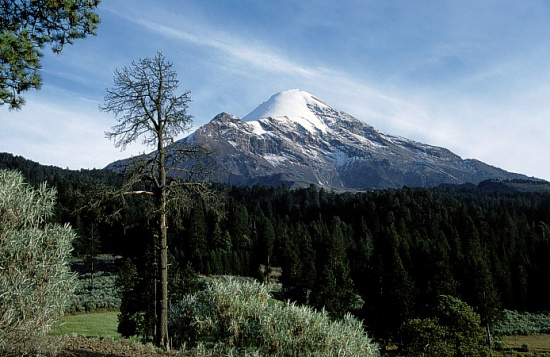
14. اوریزابا بلندترین قله مکزیک است.
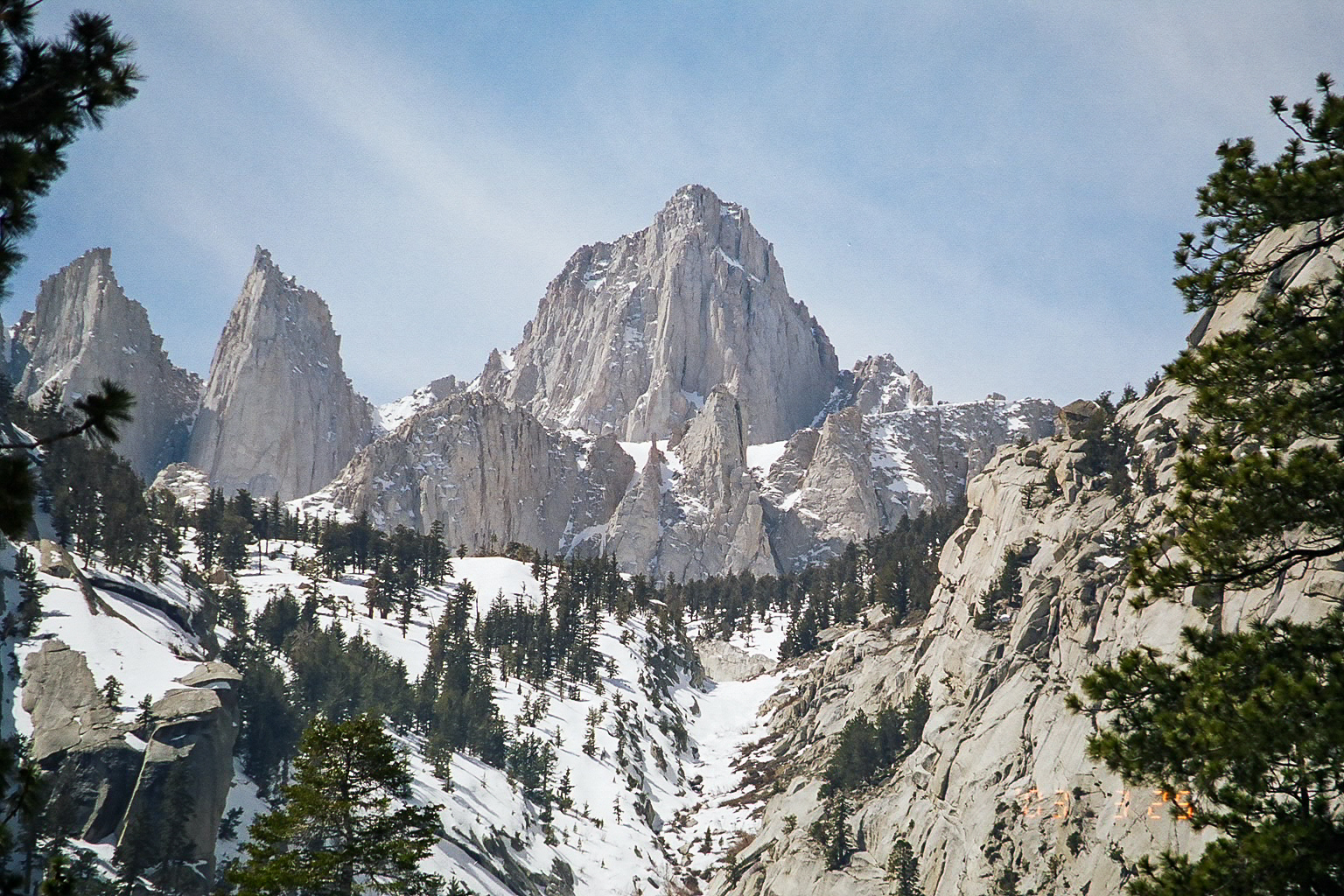
15. کوه ویتنی بلندترین قله سرزمین اصلی ایالات متحده است.
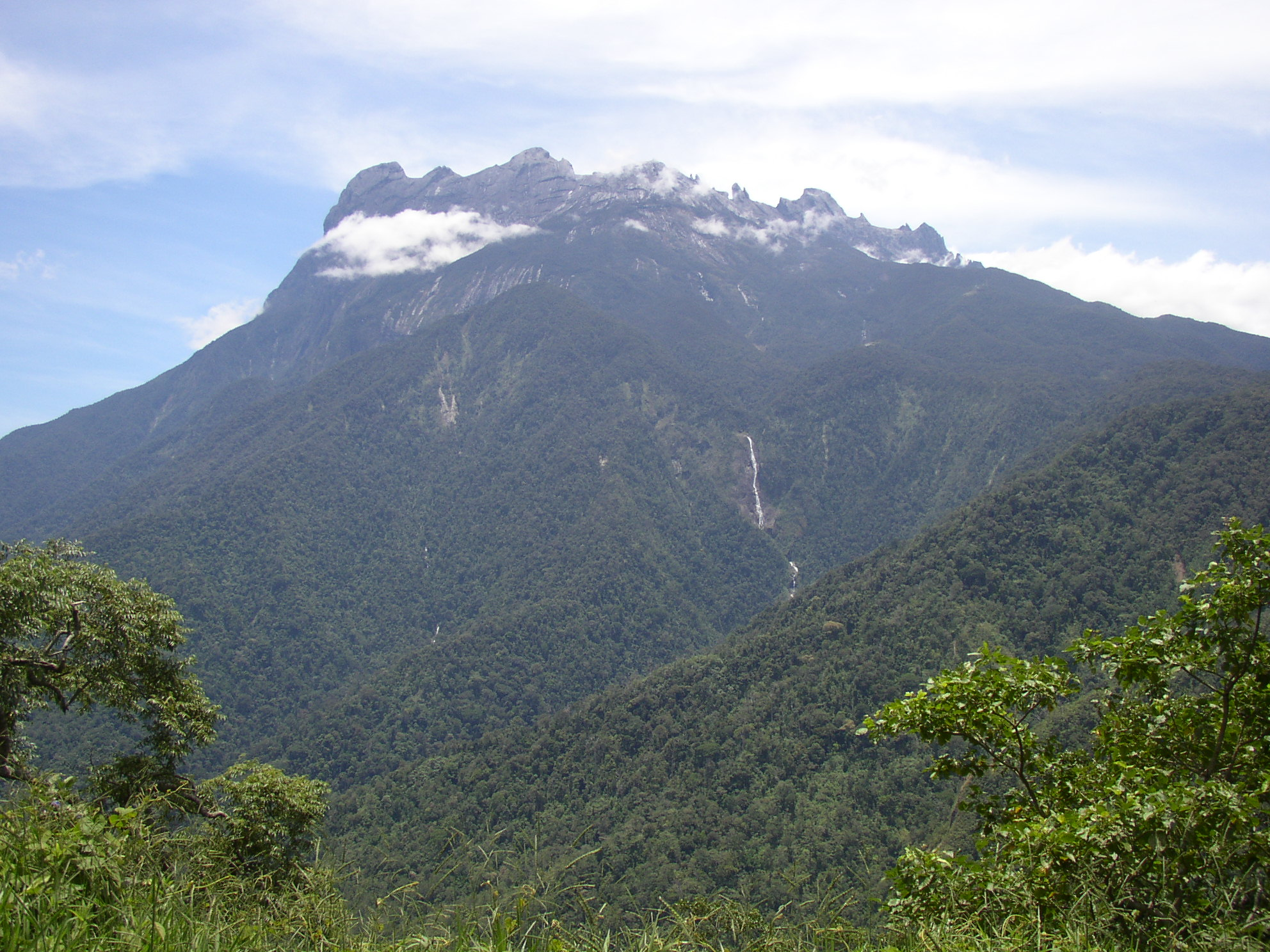
16. کوه کینبالو راس بورنئو است.
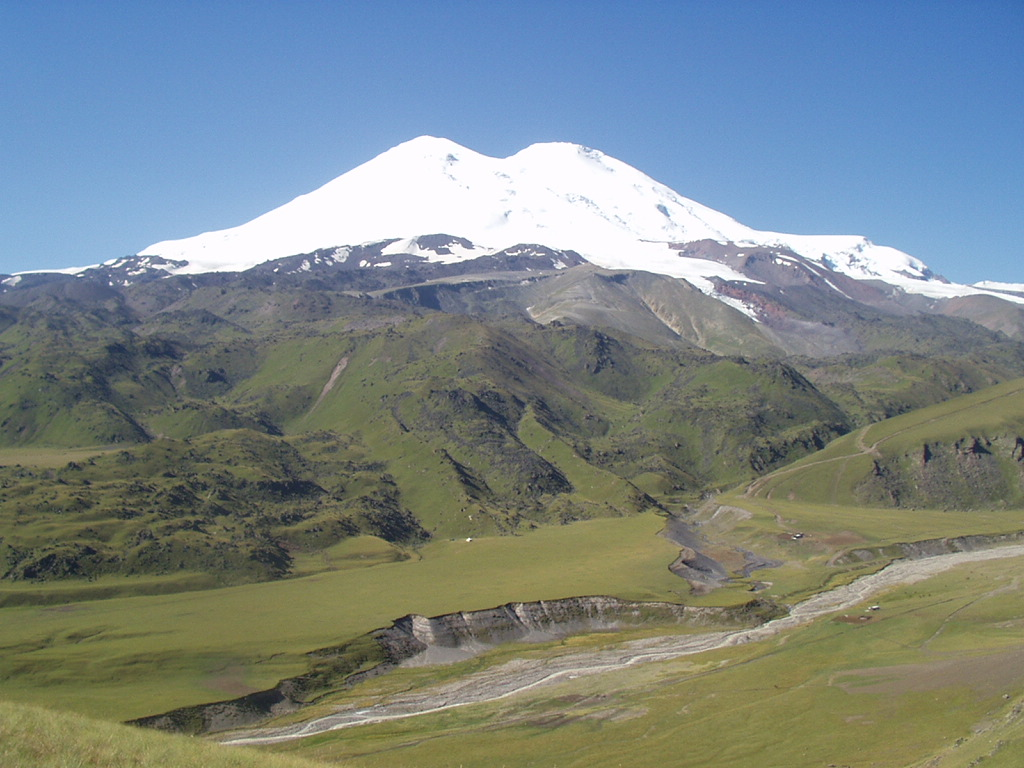
17. البروس بلندترین قله اروپا است.
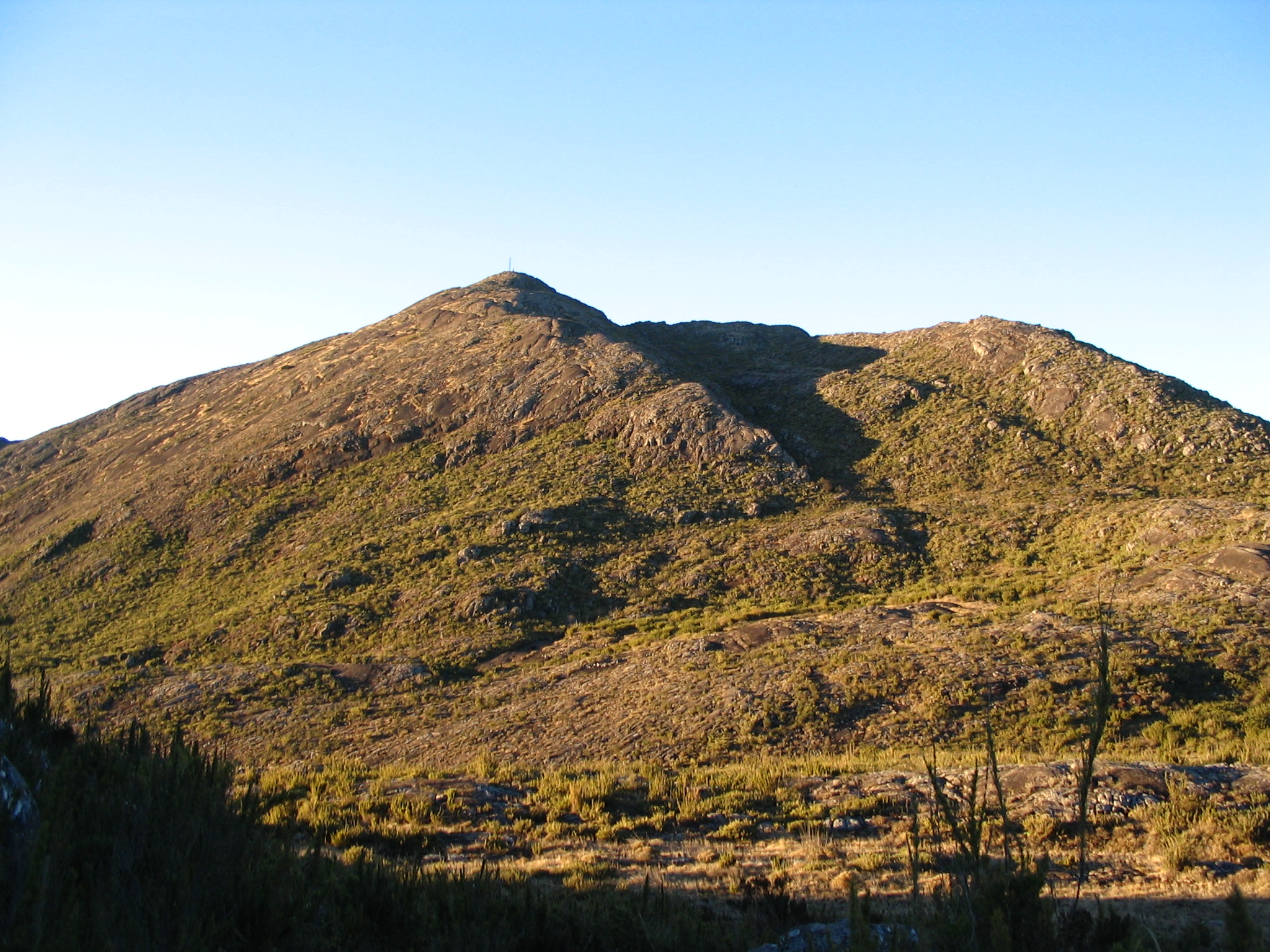
18. پیکو دا باندیرا سومین قله بلند برزیل است.
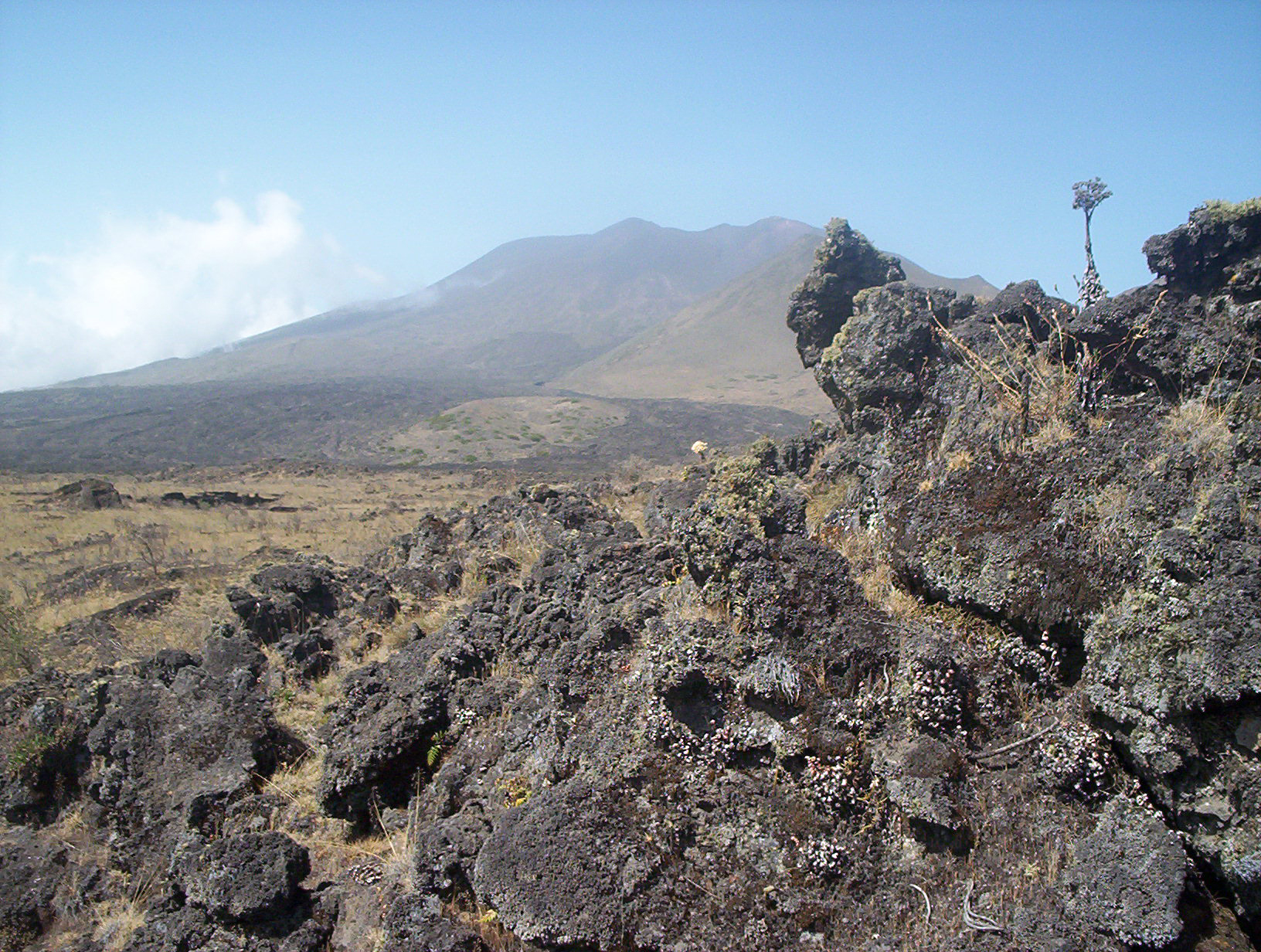
19. کوه کامرون بلندترین قله کامرون است.
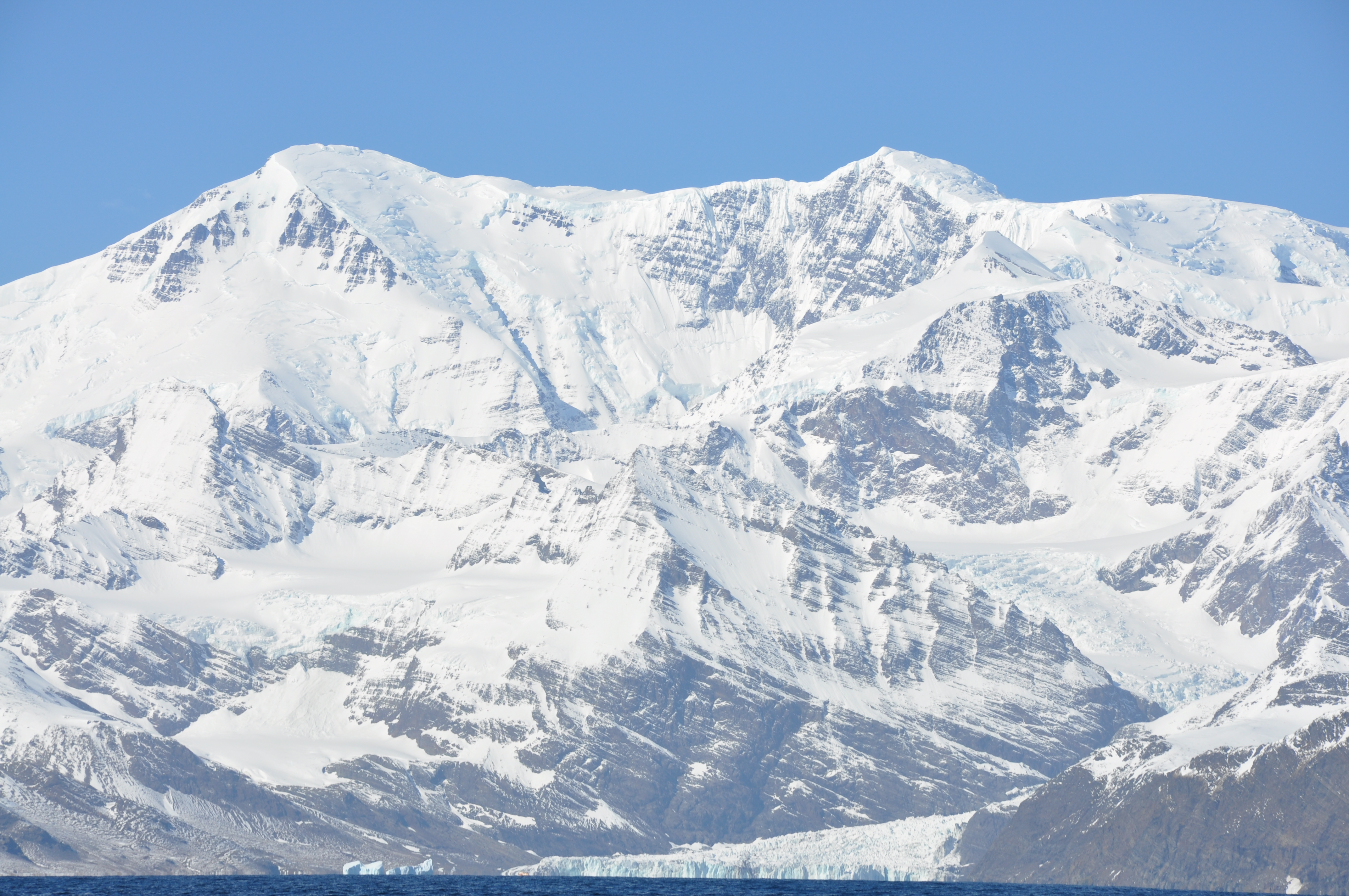
20. کوه پاژه در جورجیای جنوبی بلندترین قله در اقیانوس اطلس است.